# Morgan City, Mississippi
Morgan City là một thành phố thuộc quận Leflore, tiểu bang Mississippi, Hoa Kỳ. Năm 2010, dân số của thành phố này là 255 người.

## Dân số
- Dân số năm 2000: 313 người.
- Dân số năm 2010: 255 người.